# Intinction
L'intinction est un des procédés utilisés dans certaines confessions chrétiennes pour administrer la communion sous les deux espèces. Elle consiste à tremper l'hostie consacrée dans le vin consacré. La personne qui communie ne porte donc pas les lèvres au calice.
Étymologiquement le mot intinction vient du latin « intinctus, a, um », participe passé du verbe « intingo (-guo),xi,ctum,ere » qui signifie « humidifier. »

## Dans l'Église catholique romaine
Les instructions romaines prévoient que la personne distribuant la communion procède elle-même à l'intinction, c'est-à-dire que seul le prêtre ou le diacre (ou éventuellement le laïc ministre extraordinaire de l'eucharistie) peut pratiquer l'intinction. L'instruction romaine précise au paragraphe 101 : « Pour administrer la sainte Communion sous les deux espèces aux fidèles laïcs, il faut tenir compte d’une manière appropriée des circonstances, dont l’évaluation revient en premier lieu aux Évêques diocésains ».
En France cette pratique est inhabituelle. Elle est cependant couramment pratiquée dans de petites assemblées ou des communautés religieuses. Certaines communautés paroissiales communient de façon que le fidèle trempe lui-même l'hostie dans le calice bien que cette dernière pratique ait été interdite implicitement dans la Présentation Générale du Missel Romain, ce qui fut rappelé explicitement dans l'instruction de 2004 Redemptionis Sacramentum, dont la publication fut ordonnée par Jean-Paul II, au paragraphe 104 : « Il n’est pas permis à celui qui reçoit la communion de tremper lui-même l’hostie dans le calice, ni de recevoir dans la main l’hostie, qui a été trempée dans le Sang du Christ ». Cette façon de communier, si elle se voit fréquemment, n'est pas pour autant admise par l'Église.
Le 28 février 2020, en raison de la pandémie de Covid-19, la Conférence des évêques de France, par la voix de son porte-parole, émet la recommandation suivante : « S’il y a concélébration, les prêtres et autres ministres ne communient que sous le geste de l’intinction ».